# ナイト・オブ・ザ・リビングデッド
『ナイト・オブ・ザ・リビングデッド』（原題：Night of the Living Dead）は、1968年公開のアメリカのホラー映画。タイトルは『ナイト・オブ・ザ・リビング・デッド』表記のものもある。

## 概要
ジョン・A・ルッソの原作をジョージ・A・ロメロの監督で映画化したもので、アメリカのホラー映画の新時代を築いた作品と位置づけられている。当時のタブーに挑戦した内容は賛否両論あったが、1999年にはアメリカ国立フィルム登録簿に永久保存登録される映画に選ばれ、2003年以降はスティーヴン・ジェイ・シュナイダーの『死ぬまでに観たい映画1001本』に掲載されている。2016年にはデジタル処理を施した4K版がニューヨーク近代美術館で上映された。日本においては、長らく劇場未公開であったが、2022年、上記の4Kリマスター版が公開された。

## ストーリー
父の墓参りの途中、バーバラと兄のジョニーは突然生ける屍（ゾンビ）となった大男に襲われる。兄を殺された恐怖と悲しみの中、乗ってきた車も動かなくなったバーバラは助けを求めて近くの民家に逃げ込んだ。民家には新たに黒人青年のベンが逃げ込み、地下室には若いカップルのトムとジュディ、クーパー夫妻と大怪我を負った娘が潜んでいた。外部との連絡も取れないまま、周囲はゾンビの群れに取り囲まれていく。ドアや窓を塞ぎゾンビの侵入を防いだうえで脱出の方策を探るベンに対し、救助が来るまで地下室に籠ることにこだわるハリーが対立する。ゾンビたちが人間を食い殺していることをテレビで知ったバーバラたちは、最寄りの避難所への脱出を試みるが、ガス欠のトラックに給油しようとした際に漏れたガソリンに引火してトラックは爆発炎上し、トムとジュディが焼死してしまう。そして生きた屍の群れに餌食とされる二人の遺体。
停電となり情報も得られなくなった中、ベンが玄関先で燃やしていた椅子も燃え尽きたことで牽制されていたゾンビたちが次々に押し寄せる。さらに塞がれていた窓は次々に破られ、状況は絶望的に悪化していく。

## キャスト
ベン
演 - デュアン・ジョーンズ、日本語吹替 - 諏訪部順一/森川智之（配役交換版）
本作の主人公。ゾンビに襲われたバーバラが逃げ込んだ民家にやってきた黒人男性。ドアや窓を塞ぎゾンビの侵入を防いだり、民家から銃を探し出すなど、比較的冷静に事態に対処する。ハリーとは仲が悪く、軋轢の原因を作ってしまった。
バーバラ
演 - ジュディス・オーディア、日本語吹替 - 遠藤綾
本作のヒロインでジョニーの妹。ジョニーをセメタリーゾンビに殺害された恐怖と混乱から茫然自失となり、最期はゾンビ化したジョニーに連れて行かれて行方不明となる。
ハリー・クーパー
演 - カール・ハードマン、日本語吹替 - 安原義人/石丸博也（配役交換版）
自己中心的な中年男性。ヘレンの夫。ゾンビへの対処にも消極的で、ベンとの軋轢の原因となるが根っからの悪人ではない。
ヘレン・クーパー
演 - マリリン・イーストマン、日本語吹替 - 土井美加(リメイク版では、バーバラの吹き替えを担当。)
ハリーの妻。絶望的な状況の中で夫に対しての不満を募らせている。ヘレン役を演じたイーストマンは昆虫を食する印象的なゾンビエキストラとして出演。メイクスタッフとしての活動もした。2021年8月22日87歳で逝去。
トム
演 - キース・ウェイン、日本語吹替 - 小林親弘
最初に民家へ逃げ込んでいた青年。ベンには比較的協力的でトラックを運転できるため、脱出のために手を打とうとするが、トラックの爆発に巻き込まれて焼死してしまう。
ジュディ
演 - ジュディス・リドリー、日本語吹替 - 沢城みゆき
トムの恋人。トムを案じるあまり突発的な行動に出て、事態を悪化させてしまい、トムと共にトラックの爆発に巻き込まれて焼死してしまう。
カレン・クーパー
演 - カイラ・ショーン、日本語吹替 - 咲々木瞳
クーパー夫妻の娘だが、すでにゾンビに噛まれて意識朦朧の状態に陥っている。
ニュースキャスター
演 - チャールズ・クレイグ、日本語吹替 - 森川智之/諏訪部順一（配役交換版）
ピッツバーグの現状を伝え続けているニュースキャスター。
セメタリーゾンビ
演 - ビル・ハインツマン
喪服を着た白人男性のゾンビ。作中で最初に登場するゾンビで、ジョニーを殺害しバーバラに襲いかかり、彼女を執拗に追跡する。序盤からラストまで登場する見せ場の多いゾンビ。最期はコナン・W・マクレランド率いる自警団に始末された。
コナン・W・マクレランド
演 - ジョージ・コサナ、日本語吹替 - 石丸博也/安原義人（配役交換版）
舞台となるバトラー郡でゾンビ退治の先頭に立つ保安官。「一度死んでいるので動きが鈍い」「火を恐れる」「頭部を破壊すると動きを停止する」といったゾンビの特徴は彼の口から語られる。
ビル・カーディル
演 - ビル・カーディル、日本語吹替 - 小西克幸/三木眞一郎（配役交換版）
TVリポーター。演じたビル・カーディルは、リメイク版の『死霊創世紀』にも出演し、実娘のロリー・カーディルは、ロメロ監督の『死霊のえじき』で主演のサラを演じた。
ジョニー
演 - ラッセル・ストライナー、日本語吹替 - 三木眞一郎/小西克幸（配役交換版）
バーバラの兄。物語の序盤でセメタリーゾンビに殺害される。その後、ラストでゾンビ化して再登場し、バーバラをゾンビの群衆の中に引きずり込んだ。演者のラッセル・ストライナーはリメイク版の死霊創世記ではクレジットでは表記されていないがマクレランド保安官役で出演している。
ワシントンリポーター
演 - ジョージ・A・ロメロ
ラジオアナウンサー
演 - クレジットなし、日本語吹替 - 細谷佳正
その他日本語吹き替え
岡部悟、 山口恵、長田任、 橋本雅史、前堂友昭、長谷川裕貴

## スタッフ
- 製作：ラッセル・ストライナー、カール・ハードマン
- 監督・原案：ジョージ・A・ロメロ
- 脚本：ジョン・A・ルッソ
- 撮影・編集：ジョージ・A・ロメロ（クレジットなし）
- 音楽：ウィリアム・ルース、フレッド・シュタイナー
- 特撮：レジス・サーヴィンスキー、トニー・パンタネラ

日本語吹替版制作スタッフ
- プロデューサー：鈴木淳一（是空）、小竹諒、鈴木俊輔（ハピネット・メディアマーケティング）
- プロデューサー補：藤村健一（フィールドワークス）
- 演出：吉田啓介
- 翻訳：大嶋えいじ
- 調整：グロービジョン音響技術部
- ME制作：宮本浩
- スタジオ：グロービジョン
- 制作：是空、ハピネット・メディアマーケティング
- 製作協力：フィールドワークス
- 協力：ふきカエル大作戦！
- 日本語版制作：グロービジョン

## 作品解説

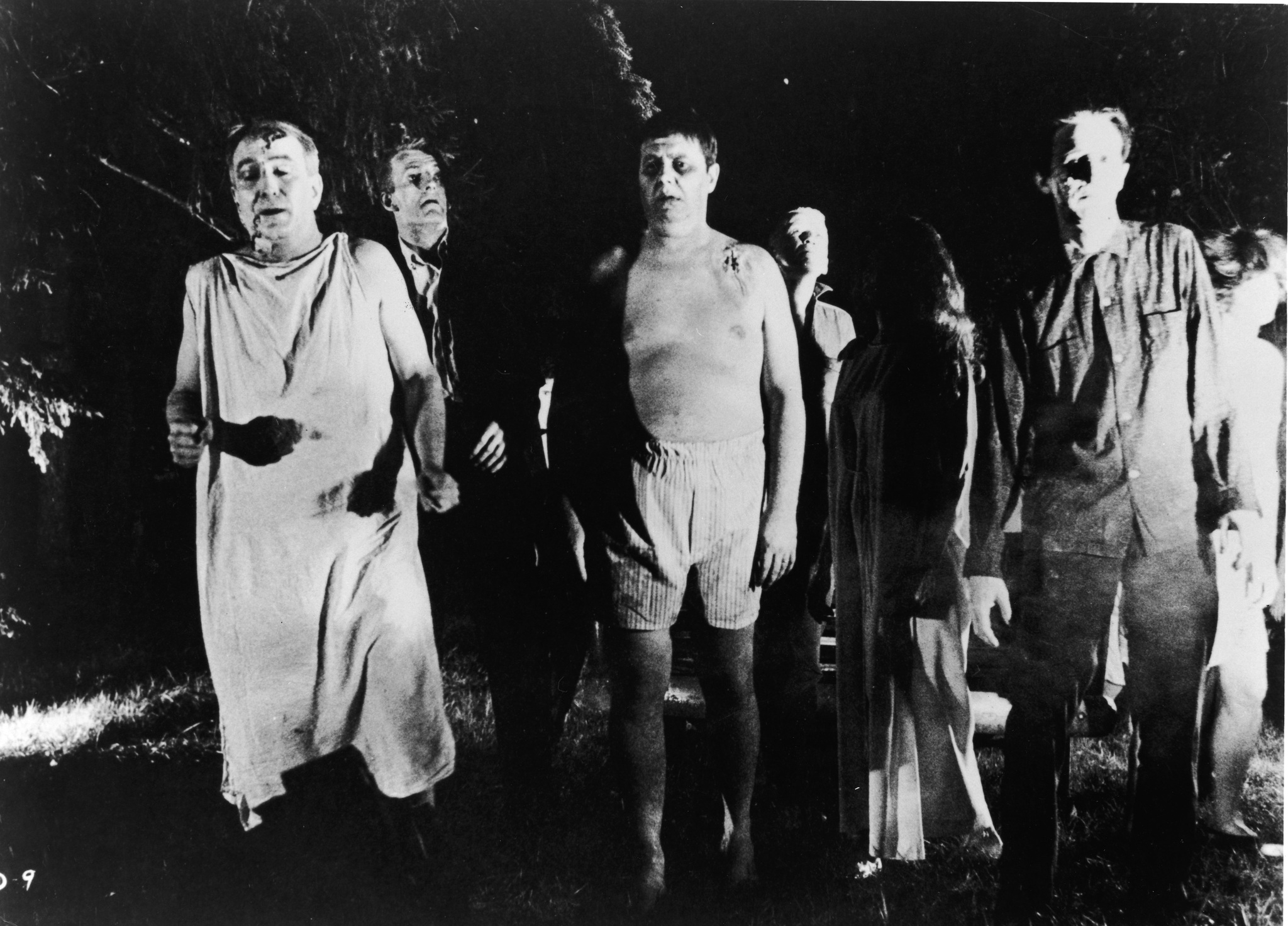
劇中の一場面

本作はドキュメンタリータッチの手法で、9か月を費やしてモノクロ16mmフィルムで撮影された。「人外の者たちに一軒家が包囲・襲撃される」という描写は、リチャード・マシスンの小説『地球最後の男』（1954年）からインスパイアされたものである。
「死体を蘇らせて奴隷にする」というブードゥー教に伝わる“ゾンビ”を、それまでとはまったく違う新解釈でホラー映画のモンスターとして描いた本作は、後年に渡って数多く作られるゾンビ映画の礎と評されている。「死者が蘇って生者の肉を喰らう」「ゾンビに噛まれた者も、またゾンビになる」「脳を破壊されるまで活動を停止しない」という“モダン・ゾンビ”が初めて定義された。
本作に『ゾンビ』（1979年）、『死霊のえじき』（1985年）、『ランド・オブ・ザ・デッド』（2005年）、『ダイアリー・オブ・ザ・デッド』（2007年）、『サバイバル・オブ・ザ・デッド』（2009年）をあわせて“ジョージ・A・ロメロのリビングデッド・シリーズ”と称し、各作品それぞれの権利元（製作会社）は異なるが、世界観は共通するものとなっている。
また、権利元が違うため別名になっているものの複数作にまたがって登場するキャラクターもおり、代表的なのはトム・サヴィーニ演じるブレイズやアラン・ヴァン・スプラング演じるブルーベイカー。「ブレイズ」は『ゾンビ』に登場した暴走族のサブリーダーであり、『ランド・オブ・ザ・デッド』にはゾンビ化した姿でマチェーテゾンビという名で再登場を果たした。一方「ブルーベイカー」は『ランド・オブ・ザ・デッド』に登場した兵士で、『ダイアリー・オブ・ザ・デッド』では「大佐」、『サバイバル・オブ・ザ・デッド』では「軍曹」というキャラクター名で再登場している。これらのキャラクターは権利上の問題で作品毎に別名になっているが、同じ演者を起用したり服装を忠実に似せており、同一キャラクターであることがわかるようになっている。
本作では人外の者のことをリビング・デッド（"Living Dead"、生ける屍）またはグール（"Ghoul"、食屍鬼）と呼称しており、ゾンビという呼称は次作『ゾンビ』から登場する。
『バタリアン』（1985年）は、ダン・オバノンによる続編的パロディ作。『ナイト・オブ・ザ・リビングデッド/死霊創世紀』（1990年）はトム・サヴィーニが監督を務めたリメイクであり、製作はキャノン・フィルムズが手掛けた。

## 著作権消失
本作はタイトルをNight of the Flesh EatersからNight of the Living Deadへと変更した上で配給された経緯があり、その際に著作権標記を欠落させたことから、アメリカではパブリックドメイン状態にあるとみなされている。このため、販売用のビデオやDVDをコピーしたものをインターネット上でそのまま制限なく配信している場合がある。

## ソフト化
VHS
- ナイト・オブ・ザ・リビング・デッド〜ゾンビの誕生（CIC・ビクター）

他、多数。
レーザーディスク
- 生ける屍の夜（パイオニア）
- ナイト・オブ・ザ・リビングデッド（1992年3月26日、日活 NDH-119）
- ナイト・オブ・ザ・リビング・デッド デジタル修復版（1997年8月21日、ハピネット SHLY-98）

DVD
- ナイト・オブ・ザ・リビング・デッド デジタル修復版（1998年9月25日、ハピネット BIBF-1009）
- ナイト・オブ・ザ・リビングデッド スペシャルエディション（2005年12月23日、デックスエンタテインメント DXDS-0015）
- ナイト・オブ・ザ・リビング・デッド コレクターズBOX（3枚組DVD、2005年12月23日、デックスエンタテインメント DXDB-0005 ）

- Disc-1：ナイト・オブ・ザ・リビングデッド スペシャル・エディション
- Disc-2：ナイト・オブ・ザ・リビングデッド デッドリー・カラー・エディション - カラー着色されたバージョン
- Disc-3：特典ディスク

- ナイト・オブ・ザ・リビング・デッド（2006年9月15日、WHDジャパン） - パブリックドメイン版低価格DVD
- ナイト・オブ・ザ・リビング・デッド（2006年12月31日、デックス エンタテインメント）
- ナイト・オブ・ザ・リビング・デッド 新訳版（2007年2月20日、フォワード IDM-108） - パブリックドメイン版低価格DVD
- ナイト・オブ・ザ・リビングデッド スペシャルエディション（2007年12月21日、デックスエンタテインメント KBBBF-7327）

Blu-ray Disc
- ナイト・オブ・ザ・リビング・デッド（2010年10月2日、ハピネット BIXF-0023）

## リメイクと関連作品

### ナイト・オブ・ザ・リビングデッド/死霊創世紀
1990年。原題はNight of the Living Dead。
トム・サヴィーニの手によるリメイク作品。原典の脚本をロメロが脚色している。原典をほぼ踏襲しているが、原典ではほとんど怯えているだけだったバーバラが次第に強い女性として変貌していくなど、制作当時の世相に合わせた改変が加えられている。また、ベンとハリーの確執に至るエピソードを増やしたり、2人が撃ち合い始めるきっかけをゾンビ化したハリーの娘をベンが射殺しようとすることに変更したりしているほか、負傷したベンが1人で地下に篭城した際にガスタンクの鍵を見つけるシーンが追加されている。ラストに登場する自警団も、原典ではゾンビを1人ずつ倒すだけだったのに対し、本作ではゾンビを木から吊るして射撃をしたり、ゾンビ同士を闘犬のように戦わせて賭けをしたり、ビールを片手にレジャー感覚でゾンビ狩りをしたりする姿が描かれており、「ゾンビより生者の方が醜く恐ろしい」ことを感じさせるエンディングになっている。
キャスト
- ベン - トニー・トッド（大塚明夫）
- バーバラ - パトリシア・トールマン（土井美加）
- トム - ウィリアム・バトラー（飛田展男）
- ハリー・クーパー - トム・トウルズ（麦人）
- ヘレン・クーパー - マッキー・アンダーソン（荘司美代子）
- サラ・クーパー - ヘザー・メイザー
- ジュディ - ケイティ・フィナーラン（松井菜桜子）
- ジョニー - ビル・モーズリー（清川元夢）

スタッフ
- 監督：トム・サヴィーニ
- 製作：ジョン・A・ルッソ、ラッセル・ストライナー
- 製作総指揮：メナハム・ゴーラン、ジョージ・A・ロメロ
- 脚本：ジョージ・A・ロメロ
- 撮影：フランク・プリンツィ
- 音楽：ポール・マックローグ
- 美術：ジェームス・フェン

### ナイト・オブ・ザ・リビングデッド 最終版
1999年。原題はNight of the Living Dead: 30th Anniversary Edition。
本作の30周年を記念してジョン・A・ルッソが新たに15分の追加撮影分を加えて再編集したもの。ロメロ自身は関与していない。冒頭に登場するビル・ハインツマンが演じるゾンビが棺桶から蘇るシーンなどが追加されているほか、音楽も新規に録音されている。
キャスト
- ベン - デュアン・ジョーンズ（大塚芳忠）
- バーバラ - ジュディス・オーディア
- ジョニー - ラッセル・ストライナー（堀内賢雄）
- ハリー - カール・ハードマン（石塚運昇）
- ヘレン - マリリン・イーストマン
- トム - キース・ウェイン（高木渉）
- ジュディ - ジュディス・リドリー
- ニュースキャスター - チャールズ・クレイグ
- カレン - カイラ・ショーン

以下は最終版のみのキャスト。
- ヒックス牧師 - スコット・ウラジミール・リシナ
- マイキー - アダム・ノックス
- ダン - グラント・クレーマー（海老原英人）

スタッフ
- 製作総指揮：ジョセフ・ウルフ
- 監督：ジョン・A・ルッソ（追加部分）
- 撮影：ビル・ハインツマン（追加部分）
- 編集：ジョン・A・ルッソ、ビル・ハインツマン
- 音楽：スコット・ウラジミール・リシナ

### チルドレン・オブ・ザ・デッド
2001年。原題はChildren of the Living Dead。
本作の続編および「ロメロのデッドシリーズ」の番外編として製作されているが、この作品もロメロは関与していない。トム・サヴィーニが出演している。
キャスト
- ランドルフ - マーティー・シーフ
- ヒューズ - トム・サヴィーニ
- マシュー・マイケルズ - ダミエン・ルヴァラ
- ローリー・ダネージ - ジェイミー・マッコイ
- ダスティ - サム・ニコテロ
- キャンディ・ダネージ - ハイディ・ハインツマン
- アボット・ヘイズ - A・バレット・ワーランド

スタッフ
- 監督：トー・ラムシー
- 製作・脚本：カレン・L・ウルフ
- 製作総指揮：ジョセフ・ウルフ、ジョン・A・ルッソ
- 撮影：S・ウィリアム・ハインツマン（ビル・ハインツマン）
- 音楽： アラン・ハワース

### 超立体映画ゾンビ3D
2006年。原題はNight of the Living Dead 3D。
赤青メガネを使ったアナグラフ方式の3D映画でのリメイク。冒頭のシーンなどはオリジナル版を踏襲しているが、それ以降はほとんど独自シナリオで展開されていく。オリジナル版映画は作中世界において実在の映画という位置づけであり、劇中のテレビでオリジナル版が放送されている。2012年には前日譚にあたるNight of the Living Dead 3D: Re-Animationも製作されている。
キャスト
- バーブ - ブリアーナ・ブラウン
- ベン - ジョシュア・デローシュ
- トヴァーJr - シド・ヘイグ
- ヘンリー・クーパー - グレッグ・トラヴィス
- エリー・クーパー - ジョナサン・ブラック
- カレン・クーパー：アリニア・フィリップス

スタッフ
- 監督・製作：ジェフ・ブロードストリート
- 製作総指揮：インゴ・ユヒト
- 脚本：ロバート・ヴァルディング
- 撮影：アンドリュー・パーク
- 編集：ロバート・ヴァルディング
- 音楽：ジェイソン・ブラント
- 特殊メイク：ディーン・ジョーンズ、スター・ジョーンズ
- プロダクション・デザイン：クリストファー・デイヴィス
- 3Ｄ技術撮影：ダニエル・Ｌ・シムズ

### その他の作品
- Mimesis: Night of the Living Dead（別題: Mimesis、2011年）
  - マニアックなホラーファンが、いつの間にか1968年の『ナイト・オブ・ザ・リビングデッド』の世界にさまよい込んでしまうというストーリー。
- Night of the Living Dead: Resurrection（2012年）
  - 本作の舞台を現代のイギリスに置き換え、イギリスで製作されたリメイク作品。
- Night of the Living Dead: Origins 3D（2015年）
  - 3D映画として製作されている本作のリメイク作品。『死霊創世紀』のトニー・トッドが再びベン役で出演。